# Liste von Angehörigen der RWTH Aachen
Dies ist eine Liste von Personen, die mit der RWTH Aachen verbunden sind. Viele bedeutende Persönlichkeiten haben in Aachen studiert, darunter etwa der Nobelpreisträger Peter Debye. Weitere Nobelpreisträger, wie Philipp Lenard oder Karl Ziegler, waren Professoren der RWTH Aachen.

## Nobelpreise
- Philipp Lenard – Nobelpreis für Physik 1905
- Wilhelm Wien – Nobelpreis für Physik 1911
- Johannes Stark – Nobelpreis für Physik 1919
- Peter Debye – Nobelpreis für Chemie 1936
- Karl Ziegler – Nobelpreis für Chemie 1963

## Professoren

### Architektur
- Mirko Baum – Professor für Konstruktives Entwerfen
- Andreas Beyer – Direktor des Deutschen Forums für Kunstgeschichte
- Wolfgang Binding – Professor für Bildhauerei
- Gottfried Böhm – Professor für Stadtbereichsplanung und Werklehre
- August von Brandis – Professor für Figuren- und Landschaftszeichen sowie Aquarellmalerei
- Gerhard Curdes – Professor für Städtebau und Landesplanung
- Wolfgang Döring – Professor für Baukonstruktion
- Fritz Eller – Professor für Entwerfen von Hoch- und Industriebauten
- Alexander Frenz – Professor für Figuren- und Landschaftszeichen sowie Aquarellmalerei
- Rolf Göpfert – Professur
- Hermann Haas – Professor für Möbelzeichnen und Innenarchitektur
- Karl Henrici – Professur
- Elmar Hillebrand – Professur
- Michael Jansen – Professor für Stadtbaugeschichte
- Klaus Kada – Professor für Gebäudelehre und Entwerfen von Hochbauten
- Noureddin Kianouri – (Spitzname: Silvio Macetti-NK) – Arbeit im zentralen Bereich des Präsidenten der Bauakademie GDR
- Karl Krauß – Professor für Porträtskulpturen und Reliefs
- Fritz Krischen – Professor für Formenlehre der antiken und mittelalterlichen Baukunst
- Erich Kühn – Professor für Städtebau und Landesplanung
- Albrecht Mann – Professor für Baugeschichte
- Eduard Linse – Professor für Architektur des Historismus
- Volkwin Marg – Professor für Stadtbereichsplanung und Werklehre
- Helmuth Schepp – Professor für Plastik und Modellieren
- Carl Sieben – Professor für Baukonstruktionen
- Manfred Speidel – Professor für Architekturtheorie
- Hartwig Schneider – Professor für Baukonstruktion
- Hadi Teherani – Lehrtätigkeit (BRT Architekten)
- Günter Urban – Professor für Baugeschichte und Denkmalpflege
- Theodor Veil – Professor für Städtebau
- Kunibert Wachten – Professor für Städtebau und Landesplanung
- Willy Weyres – Professor für Baugeschichte und Denkmalpflege und Kölner Dombaumeister
- Florian Fischer – Professor für Wohnbau und Grundlagen des Entwerfens
- Uwe Schröder – Professor für Lehr- und Forschungsgebiet Raumgestaltung

### Ingenieurwissenschaften
- Walter Ameling – Professor für Allgemeine Elektrotechnik und Datenverarbeitungssysteme
- Klaus J. Beckmann – Professor für Stadtbauwesen
- Heinz Beneking – Professor für Halbleitertechnik
- Alfred Berroth – Geodät
- Kirsten Bobzin – Professorin für Oberflächentechnik im Maschinenwesen.
- Wilhelm Borchers – Professor für Metallhüttenkunde
- Bodo von Borries – Professor für Elektrotechnik, Miterfinder des Elektronenmikroskops
- Christian Brecher – Professor für Werkzeugmaschinen
- Jochen Büchs – Professor für Bioverfahrenstechnik
- Winfried Dahl – Professor für Eisenhüttenkunde
- Regina Dittmann – Professorin im Fachbereich Elektrotechnik
- Friedrich Dürre – Professor für Hüttenkunde (später Eisenhüttenkunde)
- Kurt Edwin – (ordentlicher) Professor für Elektrische Anlagen und Energiewirtschaft
- Walter Eilender – Professor für Eisenhüttenkunde
- Walter L. Engl – Professor für Theoretische Elektrotechnik
- Jörg Feldhusen – Professor für Konstruktionstechnik
- Eugen Flegler – Professor für Elektrotechnik und Rektor
- Philipp Forchheimer – Tiefbauingenieur
- Paul Gast – Geodät
- Arno Gego – Professor für Lehr- und Kraftfahrzeuge und Agrartechnik
- Karl Haußmann – Professor für Markscheidewesen und Geodäsie
- Friedrich Robert Helmert – Professor, Geodäsie
- Klaus Henning – Lehrstuhl Informationsmanagement im Maschinenbau
- Gustav Friedrich Herrmann – Professor Maschinentechnologie und Rektor
- Walter Hohmann – Bauingenieur und Raumfahrtpionier
- Werner Holste – außerordentlicher Professor für Maschinenbau, Vorstandsmitglied Volkswagen AG, Ehrensenator der RWTH Aachen
- Christian Hopmann – Leiter des Instituts für Kunststoffverarbeitung
- Otto Intze – Professor, Wasserbau- und Bauingenieur
- Hugo Junkers – Industrieller und Hochschulprofessor
- August von Kaven – Eisenbahningenieur, Erster Direktor der Polytechnischen Schule
- Siegfried Kiesskalt – Professor für Verfahrenstechnik
- Fritz Klocke – Professor für Fertigungstechnik
- Ottmar Knacke – Professor für Metallurgie der Kernbrennstoffe und Theoretische Hüttenkunde
- Joachim Krüger – Professor für Metallhüttenwesen
- Paul Langer – Maschinenbauingenieur und Konstrukteur
- Carmen Leicht-Scholten – Professorin für Gender und Diversity an der Fakultät für Bauingenieurwesen an der RWTH Aachen
- Heinz Lueg – Professor für technische Elektronik
- Bernd Markert – Bauingenieur und Leiter des Instituts für allgemeine Mechanik
- Per Nicolai Martens – Professor für Nachhaltige Rohstoffgewinnung und Rohstoffingenieurwesen
- Wolfgang Marquardt – Professor für Prozesstechnik, Preisträger des Leibniz-Preises und Vorsitzender des Wissenschaftsrates
- Georg Menges – Professor für Kunststoffverarbeitung
- Dorit Merhof – Inhaberin des Lehrstuhls für Bildverarbeitung
- Konstantin Meskouris – Professor für Baustatik und Baudynamik
- Walter Michaeli – Professor für Kunststofftechnik
- Ludger Mintrop – Professor für Markscheidekunde und Geophysik
- Oskar Niemczyk – Professor für Markscheidewesen, Bergschadenkunde und Geophysik im Bergbau
- Markus Oeser – Professor für Straßenwesen, Dekan der Fakultät für Bauingenieurwesen
- Jens-Rainer Ohm – Professor für Nachrichtentechnik
- Oskar Pawelski – Professor für Umformtechnik in der Metallverarbeitung
- Josef Pirlet – ao. Professor für Statik der Baukonstruktionen, Namensgeber des Josef-Pirlet-Preises.
- Franz Pischinger – Professor für angewandte Thermodynamik, Gründer der FEV
- Stefan Pischinger – Professor für Verbrennungskraftmaschinen, Geschäftsführender Gesellschafter der FEV, Direktor des Instituts für Thermodynamik
- Anton Pomp – Professor für Verformungskunde der Metalle und Direktor des Instituts für Bildsame Formgebung
- Hermann Proetel – Professor für Verkehrswasserbau und Grundbau
- Robert Rautenbach – Professor für Verfahrenstechnik
- Hans Jacob Reissner – Professor für Mechanik
- Alois Riedler – Professor für Maschinenbau, Initiator der praxisorientierten Ingenieurausbildung und der Einführung des Promotionsrecht für Ingenieure
- Walter Rogowski – Professor für Allgemeine und Theoretische Elektrotechnik, Direktor des Instituts für Elektrotechnik, Dekan der Fakultät für Maschinenbau
- Fritz G. Rohde – Professor für Wasserenergiewirtschaft
- Jochen M. Schneider – Professor für Werkstoffchemie
- Günther Schuh – Professor für Produktionssystematik, Unternehmer
- Rudolf Schulten – Professor für Reaktortechnik, Entwickler des Kugelhaufenreaktors
- Wilhelm Schulz – Professor für Bergbaukunde
- Kai-Uwe Schröder – Professor für Strukturmechanik und Leichtbau
- Dieter Senk – Professor für Metallurgie von Eisen und Stahl
- Bernhard Steinauer – Inhaber des Lehrstuhls für Straßenwesen, Erd- und Tunnelbau
- Alex Troost – Professor für Werkstoffkunde
- Dirk Vallée – Professor für Stadtbauwesen und Stadtverkehr
- Bernhard Walke – Professor für Kommunikationsnetze, Erfinder von GPRS
- Rainer Waser – Professor für Werkstoffe der Elektrotechnik; Leibniz-Preisträger
- Manfred Weck – Professor für Werkzeugmaschinen und Produktionstechnik
- Dieter Weichert – Professor für allgemeine Mechanik
- Ekkehard Wendler – Professor für Schienenbauwesen und Verkehrswirtschaft
- Paul Wilski – Professor für Markscheidekunde und Feldmessen
- Fritz Wüst – Professor für Eisenhüttenkunde
- Helmut Zeller – Professor, ab 1967 Leiter der Abteilung für nichtstationäre Gasdynamik
- Hans-Jürgen Zimmermann – Professor für Unternehmensforschung (Operations Research)

### Naturwissenschaften, Informatik und Mathematik
- Friedrich Asinger – Professor für Technische Chemie
- Andreas Arzruni – Mineraloge
- Martin Beneke – Professor für Theoretische Physik
- Otto Blumenthal – Professor für Mathematik
- Welf Bronger – Professor für Anorganische Chemie
- Herbert Capellmann – Professor für Theoretische Physik
- Uwe Conrath – Professor für Biochemie
- Erhard Cramer – Professor für Mathematik
- Wolfgang Dahmen – Professor für Mathematik
- Horst-Dietrich Dietze – ordentlicher Professor für Theoretische Physik, in Aachen ab 1971
- Volker Dohm – Professor für Theoretische Physik
- Wilhelm Sander, Physiker und Hochschullehrer, ab 1967 Lehrstuhlinhaber an der TH Aachen
- Hans Jürgen Schmitt – Professor für Hochfrequenztechnik
- Richard Dronskowski – Professor für Anorganische Chemie, Festkörperchemiker
- Rüdiger-A. Eichel – Professor für Physikalische Chemie, Direktor am Forschungszentrum Jülich
- Dieter Enders – Professor für Organische Chemie
- Lutz Feld – Professor für Experimentalphysik
- Ubbo Felderhof – Professor für Theoretische Physik
- Bernhard Fell – Professor für Technische Chemie
- Walter Fuchs – Professor für Technische Chemie
- Wilhelm Fucks – Professor für Experimentalphysik, Rektor und Ehrensenator der RWTH
- Walter Geisler – Professor für Geographie
- Gernot Güntherodt – Professor für Experimentalphysik
- Hans Hammer – Professor für Technische Chemie
- Karl-Heinrich Heitfeld – Professor für Ingenieurgeologie
- Friedrich Robert Helmert – Mathematiker und Geodät
- Gerhard E. Herberich – Professor für Anorganische Chemie
- Hartwig Höcker – Professor für Makromolekulare Chemie
- Ludwig Hopf – Physiker, Professor für Mathematik und Mechanik
- Wilhelm Husmann – Professor für Chemie
- Matthias Jarke – Professor für Informationssysteme und Datenbanken
- Theodore von Kármán – Pionier der modernen Aerodynamik und Entdecker der Kármánschen Wirbelstraße
- Hans A. Kastrup – Professor für Theoretische Physik
- Joost-Pieter Katoen – Professor für Informatik, Spezialgebiet Formale Verifikation
- Wilhelm Keim – Professor für Technische Chemie
- Wolfgang Kläui – Professor für Anorganische Chemie
- Friedrich Klockmann – Professor für Mineralogie und Petrografie
- Leif Kobbelt – Professor für Informatik, Spezialgebiet Computergrafik
- Franz Krauß – Professor für Mathematik
- Aloys Krieg – Professor für Mathematik
- Wilhelm Kuchen – Professor für Anorganische Chemie
- Martin Wilhelm Kutta – Mathematiker
- Hugo Laspeyres – Mineraloge
- Otto Lehmann – Pionier der Flüssigkristall-Forschung
- Günther Leibfried – Physiker
- Walter Leitner – Professor für Technische Chemie
- Maria Lipp, geb. Bredt-Savelsberg, – Chemikerin; erste Doktorandin und Professorin der RWTH Aachen
- Hans von Mangoldt – Mathematiker
- Jochen Mattay – Professor für Organische Chemie
- Josef Meixner – Theoretischer Physiker
- Walter Metzner – Theoretischer Physiker
- Laurens W. Molenkamp – Professor für Experimentalphysik
- Abigail Morrison – Professorin für Informatik, Spezialgebiet Neural Computation
- Claus Müller – Mathematiker
- Manfred Nagl – Professor für Informatik
- Gabriele Nebe – Professorin für Mathematik
- Joachim Neubüser – Professor für Mathematik
- Hermann Ney – Professor für Informatik
- Horst F. Niemeyer – Mathematiker
- Jun Okuda – Professor für Anorganische Chemie
- Peter Paetzold – Professor für Anorganische Chemie
- Erwin Patzke – Professor für Biologie und ihre Didaktik
- Marcello Pirani – Erfinder des Pirani-Vakuummeters
- Burkhard Rauhut – Professor für Statistik und Wirtschaftsmathematik, Rektor an der RWTH Aachen, Gründungsrektor der GUtech in Oman
- Paul Ramdohr – Professor für Mineralogie
- Joachim Richter – Professor für Physikalische Chemie
- August Ritter – Professor für Mechanik und Astrophysik
- Gert Roepstorff – Professor für Theoretische Physik
- Magnus Rueping – Professor für Organische Chemie[1]
- Bernhard Rumpe – Professor für Software Engineering, Informatik
- Doris Schachner – Professorin für Mineralogie und erste Ehrensenatorin der RWTH Aachen
- Hans-Dieter Scharf – Professor für Organische Chemie
- Hans Wilhelm Schlegel – Physiker und Astronaut
- Friedrich Schlögl – Professor für Theoretische Physik
- Martin Schmeißer – Professor für Anorganische Chemie und Elektrochemie
- Jürgen Schnakenberg – Professor für Theoretische Physik
- Hans Schneiderhöhn – Professor für Mineralogie und Lagerstättenlehre
- Ulrich Schollwöck – Professor für Theoretische Physik
- Robert Schwarz – Professor für anorganische Chemie und Elektrochemie, Rektor der RWTH Aachen
- Jan Schwarzbauer – Professor für organische Umweltgeochemie
- Friedrich Schur – Professor für Darstellende Geometrie
- Walter Selke – Professor für Theoretische Physik
- Heinrich Siemes – Professor für Mineralogie
- Arnold Sommerfeld – Professor, bekannter Theoretischer Physiker
- Otto Spaniol – Professor für Informatik
- Gerhard Spaeth – Professor für Geologie
- Arne Stahl – Professor für Theoretische Physik
- Wil van der Aalst – Professor für Process Mining
- Dieter Vollhardt – Professor für Theoretische Physik
- Hermann Wagner – Professor für Zoologie und Tierphysiologie
- Roland Walter – Professor für Geologie und Paläontologie und Rektor der RWTH Aachen
- Dietrich Welte – Professor für Erdöl- und Kohlegeologie
- Adolf Wüllner – Physiker
- Matthias Wuttig – Physiker
- Peter Matthias Zerwas – Professor für Theoretische Elementarteilchenphysik
- Helmut Zahn – Professor für Makromolekulare Chemie; bekannt durch die Synthese des Insulins

### Sprach- und Geisteswissenschaften
- Anne Begenat-Neuschäfer – Romanistin
- Hermann Beenken – Kunsthistoriker
- Walter Biemel – Philosoph
- Hugo Dyserinck – Komparatist und Literaturwissenschaftler
- Werner Faber – Pädagoge
- Ludwig Falkenstein –  Historiker und Diplomatiker
- Johannes Floß – Theologe (Biblische Theologie)
- Klaus Freitag – Althistoriker
- Arnold Gehlen – Soziologe
- Gudrun Gersmann – Historikerin, Frühe Neuzeit
- Brigitte Gilles – Psychologin und erste Frauenbeauftragte der RWTH Aachen
- Hans Glinz – Germanist und Linguist
- Karl Hahn – Politikwissenschaftler
- Armin Heinen – Historiker (Neuzeit)
- Hans Holländer – Kunsthistoriker
- Lutz F. Hornke – Diagnostischer Psychologe, Obmann des Ausschusses zur DIN 33430
- Frauke Intemann – Fremdsprachendidaktik
- Ludwig Jäger – Sprach-, Medien- und Kulturwissenschaftler
- Eva-Maria Jakobs – Linguistin, Sprach- und Kommunikationswissenschaftlerin
- Hans Karlinger – Professor für Kunstgeschichte, Direktor des Reiff-Museums
- Max Kerner – Historiker für Mittlere Geschichte
- Hans Martin Klinkenberg – Historiker (Mittelalterliche Geschichte); Direktor des Historischen Institutes; Initiator des Hochschularchivs
- Carmen Leicht-Scholten – Politikwissenschaftlerin
- Karl Lemcke – Erster Professor für Allgemeine Kunstgeschichte und Ästhetik
- Kurt Lenk – Politologe, Nachfolger Klaus Mehnerts
- Birgit Johanna Lermen – Professorin für Neuere deutsche Literatur[2]
- Ulrich Lüke – Theologe (Systematische Theologie)
- Klaus Mehnert – Politologe und Journalist
- Peter Mennicken – Kunsthistoriker und Philosoph
- Udo Müllges – Erziehungswissenschaftler und Lehrstuhlinhaber
- Thomas Niehr – Sprachwissenschaftler, Germanist
- Stella Neumann – Sprachwissenschaftlerin
- Karl Leo Noethlichs – Althistoriker
- Simone Paganini – Biblische Theologie
- Franz Pöggeler – Pädagoge (Allgemeine Pädagogik) und Direktor des Seminars für Pädagogik und Philosophie
- Emanuel Richter – Politikwissenschaftler
- Burghard Rieger – Computerlinguist und Semiotiker
- Christine Roll – Historikerin (Frühe Neuzeit) und Leiterin des RWTH-Hochschularchivs
- Gertrud Savelsberg – Sozialwissenschaftlerin
- Max Schmid-Burgk – Kunsthistoriker und Direktor des Reiff-Museums
- Hans Ernst Schneider/Hans Schwerte – Professor für Germanistische Literaturwissenschaft und Rektor der RWTH von 1970 bis 1973. Erst 1995 wurde publik, dass er als Hauptsturmführer im SS-Ahnenerbe tätig war und nach Kriegsende unter falschem Namen akademische Karriere machte.
- Rüdiger Schütz – Historiker (Neuzeit)
- Klaus Schwabe – Historiker (Neuere Geschichte)
- Heino Sonnemans – Theologe (Systematische Theologie)
- Christian Stetter – Germanist und Linguist
- Christian Thiel – Philosoph und Wissenschaftstheoretiker
- Robert Vischer – Kunsthistoriker und Ästhetiker

### Medizin
- Katrin Amunts – Professorin für strukturell-funktionelles Brain Mapping
- Ulrike Brandenburg – Leiterin der Sexualwissenschaftlichen Ambulanz
- Tim Brümmendorf – Ordinarius und Direktor der Klinik für Hämatologie und Onkologie
- Sven Effert – Kardiologe und Direktor der Medizinischen Klinik I
- Walter Gahlen – Dermatologe und Direktor der Hautklinik
- Tamme Goecke – Universitätsprofessor und Leiter der Pränatalmedizin und Geburtshilfe
- Rolf W. Günther – Ordinarius und Radiologe
- Axel Heidenreich – Urologe und Direktor der Klinik für Urologie
- Frank Hölzle – Ordinarius für Mund-, Kiefer- und Gesichtschirurgie
- Anton Hopf – Ordinarius und Direktor der Klinik für Orthopädie
- Hugo Jung – Professor für Gynäkologe und Geburtshilfe
- Karl Lauterbach – Bundesminister für Gesundheit
- Mosaad Megahed – Professor für Dermatologie und Allergologie
- Fritz Uwe Niethard – Professor für Orthopädie
- Norbert Pallua –  Ordinarius und Direktor der Klinik für Plastische Chirurgie, Hand- und
- Klaus Poeck – Professor für Neurologie
- Lukas Radbruch – Professor für Palliativmedizin
- Martin Reifferscheid – Ordinarius und Direktor der Chirurgischen Klinik
- Henning Saß – Ordinarius und  Direktor der Klinik für Psychiatrie und Psychotherapie
- Georg Schlöndorff – Professor für Hals-Nasen-Ohrenheilkunde
- Egon Schmitz-Cliever – Radiologe und Medizinhistoriker
- Jakob Schoenmackers – Professor für Pathologie
- Volker Schumpelick – Ordinarius und Direktor der Chirurgischen Universitätsklinik
- Markus Tingart – Ordinarius und Direktor der Klinik für Orthopädie

## Ehrendoktorwürden
- Wilhelm Breithaupt – verliehen 1912 für seine Verdienste auf dem Gebiet der Messtechnik/Feinmechanik
- Ulrich Petersen – verliehen 1968 für seine Verdienste im Eisenhüttenwesen
- Hans Molly – verliehen 1983 für seine Pionierleistungen auf dem Gebiet der Fluidtechnik
- Otto Roelen – (Chemiker, Erfinder des in der chemischen Industrie wichtigen „Oxo-Prozesses“) – verliehen 1983
- Joachim Treusch (Physiker) – verliehen 1998
- Gerhard Drees (Bauingenieur) – verliehen 2000
- António Damásio (Neurowissenschaftler) – verliehen 2002
- Hanna Damásio (Neurowissenschaftler) – verliehen 2002
- Carlo Rubbia (Physiker, Nobelpreisträger) – verliehen 2004
- Samuel Chao Chung Ting (Physiker, Nobelpreisträger) – verliehen 2004
- Albert Fert (Physiker, Nobelpreisträger) – verliehen 2007
- Peter Grünberg (Physiker, Nobelpreisträger) – verliehen 2007
- Jan van Leeuwen (Informatiker) – verliehen 2008 als einer der Wegbereiter der Algorithmik
- John Mylopoulos (Informatiker) – verliehen 2012 für seine crossdisziplinären Beiträge zur konzeptuellen Modellierung
- Stuart Parkin (Physiker) – verliehen 2007
- Carl Friedrich von Weizsäcker (Physiker)
- Reinhard Wilhelm (Informatiker) – verliehen 2008 für seine fundamentalen Beiträge zur Theorie der Programmiersprachen und der Verifikation
- Richard R. Schrock (Chemiker) – erhielt 2013 von der RWTH Aachen University die Ehrendoktorwürde für Nobelpreisträger[3]
- Armin Maiwald (Journalist) – verliehen 2022

## Ehemalige Doktoranden
- Bram van Dam – Sport- und Ernährungswissenschaftler
- Wilhelm Lahmeyer – Elektroindustrieller
- Wendelin Wiedeking – ehemaliger Vorstandsvorsitzender von Porsche
- Rangin Dadfar Spanta – afghanischer Außenminister
- Thomas Kirn – deutscher Physiker
- Arnd Köfler – Vorstandsmitglied der thyssenkrupp Steel Europe AG[4]
- Stefan Hartung - Vorsitzender der Geschäftsführung der Robert Bosch GmbH
- Bernd Bohr – ehemaliger Chef des Automobilbereichs der Robert Bosch GmbH[5]
- Matthias Maurer – Deutscher Materialwissenschaftler und Astronaut

## Ehemalige Studierende

### Architektur
- Ernst Burghartz
- Florian Fischer-Almannai
- Nikolaus Goetze (Partner von Gerkan, Marg und Partner)
- Juliane Greb
- Christoph Ingenhoven
- Ernst Kasper
- Joseph Laurent (Stadtbaumeister von Aachen)
- Björn Martenson (Partner von AMUNT)
- Bernd Mey
- Hubert Nienhoff (Partner von Gerkan, Marg und Partner)
- Jürgen Overdiek

### Journalismus
- Wolfgang Back – Fernsehjournalist
- Sonia Seymour Mikich – Auslandskorrespondentin und Chefredakteurin des Fernsehmagazins „Monitor“ (ARD)
- Ranga Yogeshwar – Wissenschaftsredakteur und Fernsehmoderator
- Luc Walpot – Leiter des ZDF-Studios in Kairo und designierter Leiter der „heute“ Redaktion.

### Politik
- Franz Josef Bach – Ingenieur, Diplomat und Politiker
- Marlon Bröhr – Zahnarzt und Kommunalpolitiker
- Ulrich Daldrup – ehemaliger Bürgermeister von Aachen und Professor für Wirtschaftswissenschaft
- Necmettin Erbakan – ehemaliger türkischer Ministerpräsident
- Bacharuddin Jusuf Habibie – ehemaliger Präsident von Indonesien
- Ricardo Melchior Navarro – Präsident des Cabildo auf Teneriffa
- Ulrike Nienhaus – Bürgermeisterin der Stadt Kaarst
- Benjamin Nolte – Wirtschaftsingenieur, Politiker (AfD), seit 2023 Mitglied des bayerischen Landtags
- Ulla Schmidt – Politikerin, ehem. Bundesministerin
- Rangin Dadfar Spanta – ehem. Außenminister von Afghanistan
- Stephanie Weis-Gerhardt – ehemalige Bürgermeisterin von Aachen und Umweltaktivistin
- Uwe Zimmermann – Maschinenbauingenieur und Politiker (LKR)

### Sonstige
- Mariam al-Mheiri, emiratische Maschinenbauingenieurin, Politikerin und Staatsministerin für Ernährung und Wassersicherheit der Vereinigten Arabischen Emirate (VAE)
- Fritz Hilgers – Denkmalpfleger und Hochschullehrer
- Michael Hilgers – Physiker und Sachbuchautor
- Friedhelm Hillebrand – Ingenieur und Erfinder
- Young-Sup Huh – Präsident der Green Cross Corporation, RWTH-Ehrensenator
- Jürgen Winfried Klein – Student der Nachrichtentechnik, ab 1973 Lehrstuhlinhaber für Elektronik in Bochum[6]
- Ludger Klimek – Mediziner, Sachbuchautor, Hochschullehrer und Publizist
- Hubert Knackfuß – Bauforscher, Archäologe und Architekt
- Mai Thi Nguyen-Kim – Chemikerin und Wissenschaftsjournalistin
- Hartwig Neumann – Bauhistoriker und Festungsforscher
- Claus Nolte-Ernsting - Professor und Chefarzt für interventionelle und diagnostische Radiologie
- Klaus Paier (1945–2009), Graffiti-Künstler, bekannt als Aachener Wandmaler
- Parnian Parvanta – Gynäkologin, Vorstandsvorsitzende Ärzte ohne Grenzen Deutschland
- Jesco von Puttkamer – Raumfahrt-Technologe
- Jürgen Radel – Professor für Betriebswirtschaftslehre an der HTW Berlin
- Hans Röhrs – Bergingenieur und Bergbauhistoriker
- Ingeborg Schild – Bauhistorikerin (em.) an der RWTH
- Hans Wilhelm Schlegel – Raumfahrer
- Herbert Schnauber –  deutscher Ingenieur, Professor i. R. für Arbeitssystemplanung und -gestaltung an der Ruhr-Universität Bochum
- Peter Schoenen – Lehrer, Schriftsteller und Sachbuchautor
- Heinz Schütte – Theologe, Ökumeniker
- Ingrid Leonie Severin – Kunsthistorikerin
- Mario Theissen – Motorsportchef bei BMW (z. B. für die Formel 1)
- Lu Yongxiang –  Chinesischer Ingenieur und Wissenschaftsmanager, RWTH-Ehrenbürger
- Charles Paul Wilp – Werbekünstler
- Dieter Wellershoff – Generalinspekteur der Bundeswehr a. D.
- Benno Werth – Professor für Bildende Kunst und deren Didaktik an der ehem. pädagogischen Fakultät

### Wirtschaft
- Şerif Aktürk – Gründer und Vorstandsvorsitzender der Özgazi Holding B. V. Özgazi[7]
- Werner Baumann – Vorstandsmitglied der Bayer AG
- Eike Batista – Unternehmer und ehemals siebtreichster Mensch der Welt
- Andreas Bereczky – Produktionsdirektor des ZDF
- Hans Dessauer – ehemaliger Forschungschef bei Xerox
- Julius Dorpmüller – Generaldirektor der Deutschen Reichsbahn-Gesellschaft und Reichsverkehrsminister
- Herbert Eichelkraut – Geschäftsführer Technik der Hüttenwerke Krupp Mannesmann
- Rainer Fraling – Unternehmer, Gründer von Vobis
- Ulrich Hackenberg – Vorstandsmitglied der Audi AG
- Meino Heyen – Gründer der AIXTRON SE
- Peter van Hüllen – Vorsitzender der Geschäftsführung der Georgsmarienhütte GmbH
- Friedrich Joussen – Geschäftsführer der Vodafone D2 GmbH[8]
- Heinz K. Junker – Vorsitzender der Geschäftsführung der Mahle GmbH
- Holger Jürgensen – Gründer der AIXTRON SE
- Jörg Kampmeyer – Vorstandsmitglied der Hilti AG
- Karlheinz Kaske – Vorstandsvorsitzender der Siemens AG (1982–1991)
- Rudolf Krebs – Konzernbeauftragter für Elektrotraktion der Volkswagen AG[9]
- Harald Krüger – Vorstandsvorsitzender der BMW AG
- Alfried Krupp von Bohlen und Halbach – Unternehmer, Industrieller
- Wolfgang Langhoff – Manager (BP)
- Helmut Leube – ehemaliger Vorsitzender des Vorstands der Deutz AG[10][11]
- Theo Lieven – Unternehmer, Gründer von Vobis
- Frieder Löhrer – Vorstandsvorsitzender der Loewe AG
- Herbert Lütkestratkötter – Vorstandsvorsitzender der Hochtief AG
- Werner Marnette – ehemaliger Vorstandsvorsitzender der Norddeutschen Affinerie AG
- Michael Mertin – ehemaliger Vorstandsvorsitzender der Jenoptik[12]
- Axel Nawrocki – Manager und Politiker, ehemaliger Geschäftsführer Berliner S-Bahn und Vorstand Fernverkehr Deutsche Bahn
- Stefan Nöken – Vorstandsmitglied der Hilti AG
- Peter Ottenbruch – Vorstandsvorsitzender der ZF Lenksysteme GmbH
- Franz-Josef Paefgen – Vorstandsvorsitzender von Bentley Motors, ehem. Vorstandsvorsitzender der Audi AG
- Carl Rudolf Poensgen – Industrieller
- Thomas Prefi – Gründer der P3 Ingenieurgesellschaft
- Thomas Rabe – Vorstandsvorsitzender der Bertelsmann AG
- Kemal Şahin – Unternehmer, Şahinler Group
- Wolf-Henning Scheider – Vorsitzender der Geschäftsführung der Mahle GmbH und ehem. Geschäftsführer der Robert Bosch GmbH
- Christoph Schmallenbach – Vorstandsvorsitzender der AachenMünchener
- Rolf Martin Schmitz – Vorstandsmitglied der RWE AG
- Rudolf Graf von der Schulenburg-Wolfsburg – General Managing Director bei BMW South Africa, Geschäftsführer von BMW-Motorrad und Präsident des Automobilclubs von Deutschland
- Ulrich Schumacher – ehemaliger Vorstandsvorsitzender von Infineon (2000–2004)
- Markus Steilemann – Vorstandsmitglied von Covestro
- Fritz Springorum – Generaldirektor und Aufsichtsratsvorsitzender der Hoesch AG (1932–1942)
- Werner Struth – Geschäftsführer der Robert Bosch GmbH[13]
- Christoph Theis – Gründer der P3 Ingenieurgesellschaft
- Udo Ungeheuer – Vorstandsvorsitzender der Schott AG (2004–2013)
- Thomas Weingarten – Gründer der P3 Ingenieurgesellschaft
- Wendelin Wiedeking – Vorstandsvorsitzender der Porsche AG (1993–2009)